# Ahuizotl

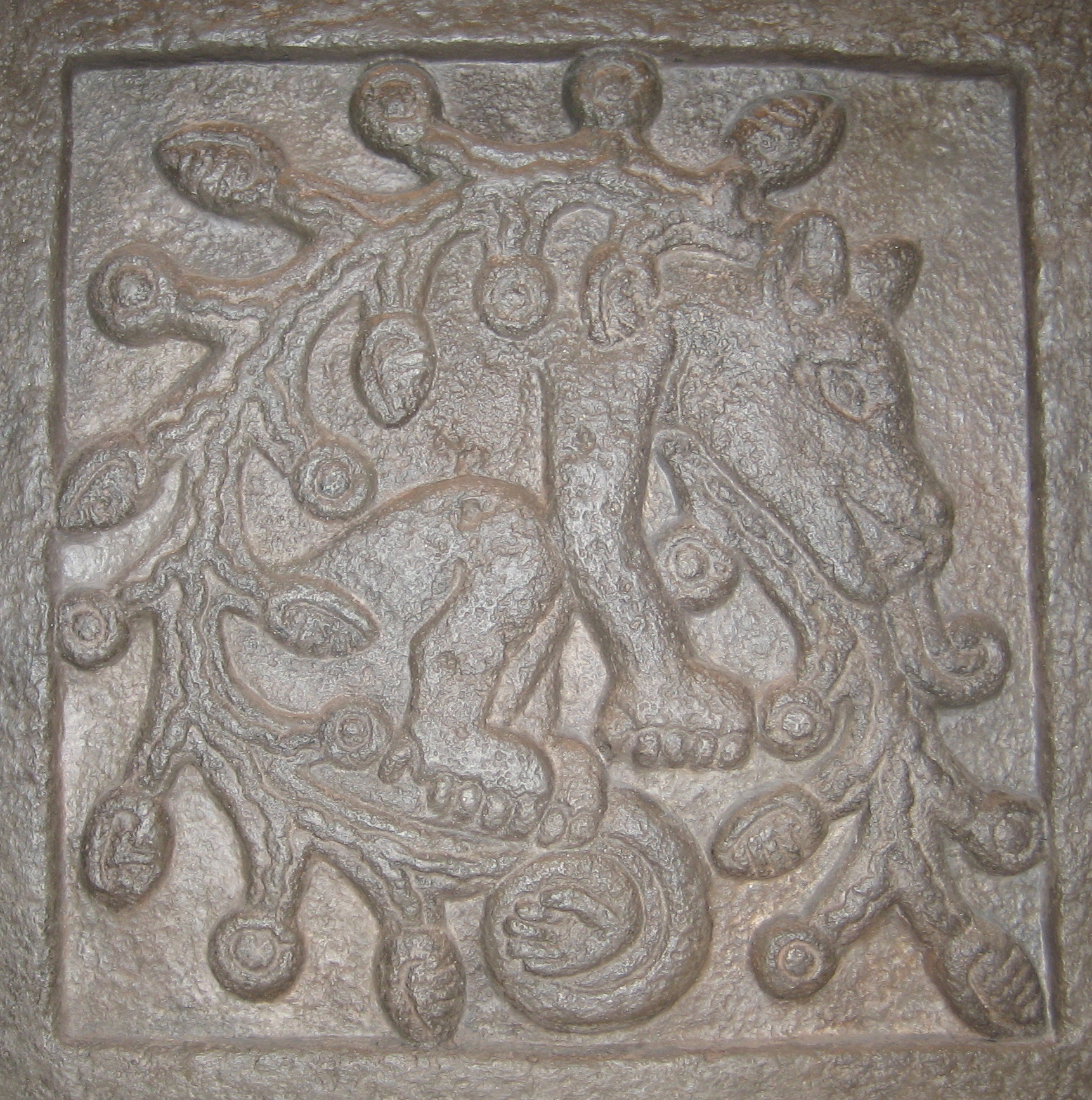
Glifo di un ahuizotl proveniente da Tepoztlán

L'ahuizotl (o ahuitzotl) è una creatura leggendaria tipica della religione azteca. Viene descritto come un essere simile ad una lontra, con mani prensili ed una mano aggiuntiva sulla coda. L'ahuizotl era un essere temuto per il fatto che adorava la carne umana, soprattutto unghie, occhi e denti. Si dice che amasse vivere in acqua o nei suoi pressi, e che usasse la mano alla fine della coda per catturare le prede.

## Codice fiorentino
L'ahuizotl di cui si parla nel Libro 11 del Codice fiorentino viene descritto così:
(Libro 11 del Codice fiorentino)

## L'ahuizotl nella cultura di massa
- L'ahuizotl è stato incluso come mostro nel gioco di ruolo di Dungeons & Dragons nell'edizione dell'aprile del 2003 di Fiend Folio, dove viene descritto come una scimmia amichevole, con testa e gambe lunghe simili ad un cane, ed una coda con una quinta mano[1].

- Il videogioco dell'Xbox 360 intitolato Culdcept Saga contiene la carta di una creatura chiamata Ahuizotl, e possiede le caratteristiche di un animale acquatico, e la capacità di trasformare tutti i terreni in terre blu (acqua). In particolare la creatura è raffigurata come un serpente.

- Un boss del videogioco The Ocean Hunter prende il nome da Ahuizotl, ed ha l'aspetto di un elasmosauro.

- Il Pokémon Aipom e la sua evoluzione Ambipom si ispirano probabilmente all'ahuizotl (anche se hanno le sembianze di una scimmia amichevole, dotati comunque di una mano o due mani prensili sull'estremità della coda).

- Nel sedicesimo episodio della seconda stagione di My Little Pony - L'amicizia è magica, Rainbow Dash e il libro di avventure, il cattivo del romanzo letto da Rainbow Dash è un Ahuizotl[2].

- Un Ahuizotl compare anche nella serie animata The Secret Saturdays.